# 10031 Vladarnolda
10031 Vladarnolda è un asteroide della fascia principale. Scoperto nel 1981, presenta un'orbita caratterizzata da un semiasse maggiore pari a 2,5891829 UA e da un'eccentricità di 0,1991397, inclinata di 12,92843° rispetto all'eclittica.
L'asteroide è dedicato a Vladimir Igorevič Arnol'd, matematico russo.